# Argyrolobium wilmsii
Argyrolobium wilmsii är en ärtväxtart som beskrevs av Hermann August Theodor Harms. Argyrolobium wilmsii ingår i släktet Argyrolobium och familjen ärtväxter. Inga underarter finns listade i Catalogue of Life.